# Épidémie (série télévisée)
Pour les articles homonymes, voir Épidémie.
Épidémie est une série télévisée québécoise en dix épisodes de 44 minutes diffusée du 7 janvier au 10 mars 2020 sur le réseau TVA.
Présentée virtuellement au festival Séries Mania au printemps 2020, elle a été vendue en Russie et en Turquie. Sa version doublée en russe est diffusée depuis le 15 avril 2020 sur le service de streaming Start (ru).

## Synopsis
Une épidémie frappe les personnes vulnérables et sans-abris à Montréal. Anne-Marie Leclerc (Julie Le Breton) - médecin spécialiste des maladies infectieuses et directrice du Laboratoire d’urgence sanitaire - et son équipe sont aux premières loges pour combattre l'épidémie,,.

## Distribution
- Julie Le Breton : Dre Anne-Marie Leclerc
- Guillaume Cyr : ministre Laurent Demers
- Mélissa Désormeaux-Poulin : Dre Chloé Roy-Bélanger
- Edouard B. Larocque : Marcellin
- Mani Soleymanlou : Dr Buis
- Félix-Antoine Tremblay : Pascal
- Alice Pascual : Yessica
- Laurent Lemaire : Xavier
- Ève Landry : Françoise
- Michèle Lituac : Mme Gendron

## Fiche technique
- Réalisateur : Yan Lanouette Turgeon
- Scénaristes : Bernard Dansereau, Annie Piérard et Étienne Piérard Dansereau
- Productrice : Sophie Pellerin
- Société de production : Datsit Sphère

## Accueil critique
La série est très bien reçue par la critique et le public. Elle a été saluée pour son intelligence et son réalisme. Le jeu des acteurs a également été salué par bon nombre de critiques,.
Malgré de bons retours et de bonnes audiences, elle a terminé sa diffusion en mars 2020 juste avant le début de la pandémie de Covid-19, et n'a donc pas été renouvelée pour une deuxième saison.